# Kayoa
L'île de Kayoa est située à l'ouest de Halmahera dans l'archipel des Moluques en Indonésie. Sa position est sur l'équateur.
L'île est le siège d'un volcan, le Tigalalu.
On parle à Kayoa les mêmes deux langues que dans l'île voisine de Makian, qui appartiennent à deux familles totalement différentes :
- Le "makian occidental" appartient à la famille des langues papoues occidentales, alors que
- Le taba ou "makian oriental" appartient à la branche malayo-polynésienne des langues austronésiennes.